# Plüschow
Plüschow település Németországban, Mecklenburg-Elő-Pomeránia tartományban. Lakosainak száma 484 fő (2017. december 31.).

## Népesség
A település népességének változása:

| 2017 | 484 |